# Lamyatt Beacon

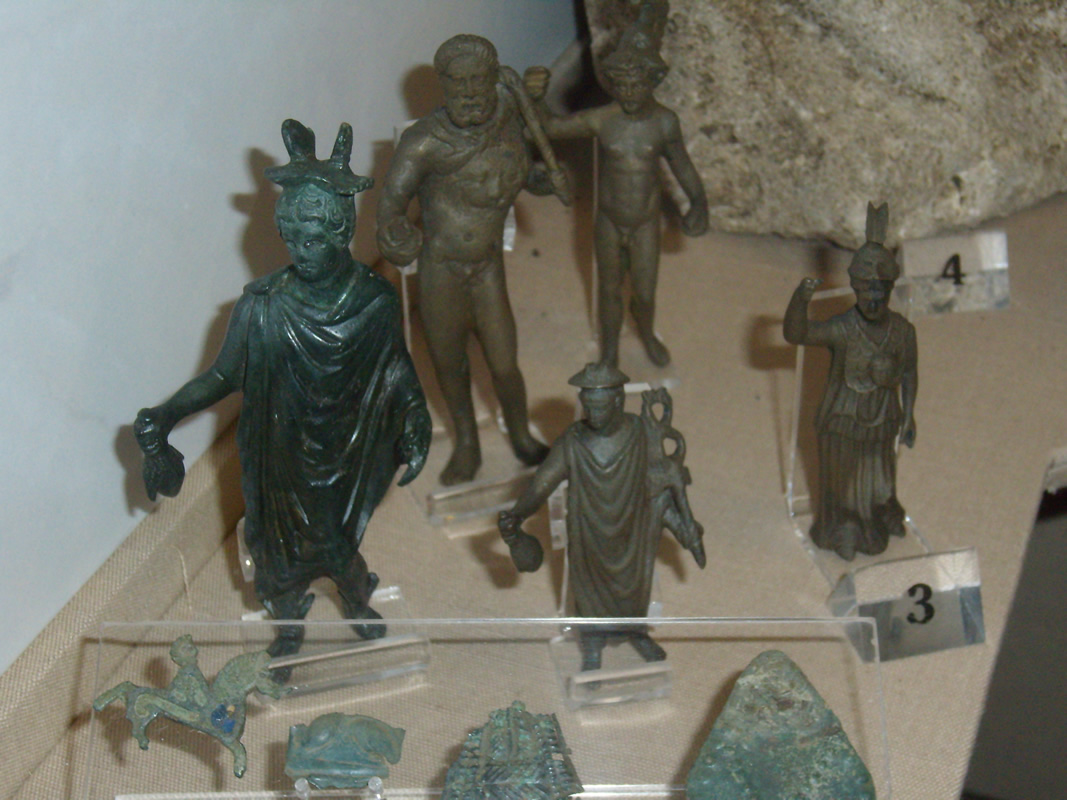
Votivfiguren aus dem Tempel

Lamyatt Beacon ist ein Doppelhügel in England. Er liegt in Somerset am südlichen Ende der Mendip Hills, neben dem Dorf Lamyatt, rund 20 Kilometer südlich von Bath. Auf dem südlichen Hügel wurden bei Ausgrabungen Reste eines gallo-römischen Tempels und eines Sachsenfriedhofes gefunden.
Der Tempel wurde in zwei Phasen errichtet. Der erste Bau stammt aus dem späten 3. Jahrhundert n. Chr. Der Tempel bestand aus der Cella, dem Allerheiligsten, das vielleicht zwei Stockwerke hoch war. Diese Cella war von einem Umgang umgeben. Im Süden gab es eine Treppe zu einem unterirdischen Raum. An der Front standen zwei Schreine, die der zweiten Bauphase angehören.
Der hier verehrte Gott war wahrscheinlich entweder Mars oder der einheimische Gott Cernunnos, obwohl bei den Ausgrabungen in den 1970ern auch viele kleine Bronzefiguren anderer Gottheiten gefunden wurden. Es fanden sich auch zahlreiche Opfergaben, so etwa Schmuck, aber auch Miniaturwaffen. Der Tempel wurde wahrscheinlich kurz vor 400 n. Chr. aufgegeben.
Gegen 600 wurde neben dem Tempel ein kleiner Friedhof angelegt. Bei den Ausgrabungen konnten 16 Bestattungen erfasst werden, die nach Art der Angelsachsen vorgenommen worden waren.